# Boro Drašković
Boro Drašković   (Sarajevo, 29 de maig de 1935) és un director, dramaturg i guionista serbi.

## Biografia
Boro Drašković es va graduar a l'Acadèmia de Teatre, Cinema, Ràdio i Televisió de Belgrad el 1959. Va entrar a la indústria del cinema com a assistent del director polonès Andrzej Wajda el 1962 i després es va convertir en un assistent de Jerzy Kawalerowicz. Drašković va vendre el seu primer guió el 1964. Horoskop (Horòscop), estrenat el 1969, va ser el primer llargmetratge de Drašković. Van seguir tres llargmetratges més, que també va coguionitzar. Drašković ha dirigit documentals i treballat a televisió i ràdio; també ha escrit diversos llibres sobre cinema i teatre.
Va rebre un doctorat honoris causa per l'École Supérieure de Réalisation Audiovisuelle el 2010.

## Filmografia

### Televisió
| Any  | Títol                            | Director | Guionista | Notes                | Ref. |
| ---- | -------------------------------- | -------- | --------- | -------------------- | ---- |
| 1968 | Prljave ruke                     | No       | Sí        | Telefilm             |      |
| 1973 | Paradoks o sahu                  | Sí       | Sí        | Documental televisiu |      |
| 1973 | Intervju sa Laxnessom            | Sí       | Sí        | Documental televisiu |      |
| 1973 | Nedeljno popodne na Grenlandu    | Sí       | Sí        | Documental televisiu |      |
| 1973 | Pohvala Islandu                  | Sí       | Sí        | Documental televisiu |      |
| 1973 | Intervju sa predsednikom Islanda | Sí       | Sí        | Documental televisiu |      |
| 1973 | Peta kolona                      | Sí       | No        | Telefilm             |      |
| 1974 | Obesenjak                        | Sí       | No        | Telefilm             |      |
| 1976 | Kuhinja                          | Sí       | Sí        | Telefilm             |      |
| 1976 | Poslednje nazdravlje             | No       | Sí        | Telefilm; adaptation |      |
| 1976 | Murtalov slucaj                  | No       | Sí        | Telefilm             |      |
| 1976 | Marija                           | No       | Sí        | Telefilm; adaptation |      |
| 1976 | Beogradska deca                  | No       | Sí        | Telefilm             |      |
| 1976 | Andjelov udes                    | No       | Sí        | Telefilm; adaptation |      |
| 1981 | Duvanski put                     | Sí       | Sí        | Minisèrie            |      |

### Cinema
| Any  | Pel·lícula           | Director | Guionista | Premis / Notes                                                                 |
| ---- | -------------------- | -------- | --------- | ------------------------------------------------------------------------------ |
| 1969 | Horoskop             | Sí       | Sí        | Menció honorífica: Premi UNICRIT al Festival Internacional de Cinema de Berlín |
| 1979 | Usijanje             | Sí       | Sí        | Premi Arena de Plata a la millor pel·lícula al Festival de Cinema de Pula      |
| 1985 | Život je lep         | Sí       | Sí        | Nominada al Lleó d’Or a la Mostra Internacional de Cinema de Venècia           |
| 1994 | Vukovar, jedna priča | Sí       | Sí        | Premis múltiples                                                               |

## Llibres
- Promena (Canvi), 1975.
- Ogledalo (Mirall), Svjelost, Sarajevo, 1985.[5]
- Lavirint (Laberint'), Sterijino pozorje, Novi Sad, 1980.[5]
- Paradoks o reditelju (La paradoxa del director), Sterijino pozorje, Novi Sad, 1988.[5][6]
- Kralj majmuna (Mico rei), Prometheus – Novi Sad, 1996.
- Pogled Prolaznika (Una vista dels transeünts), Prometheus – Novi Sad, 2006, ISBN 86-515-0019-X
- Ravnoteža (Balanç) Vršac, 2007, ISBN 978-86-7497-128-4[7]
- Fillm o Filmu (Una pel·lícula sobre una pel·lícula), Prometheus – Novi Sad, 2010, ISBN 978-86-515-0551-8[8]
- Krug maslinom (Cercle d'oliva), Novi Sad, Theater Museum of Vojvodina, 2011, ISBN 978-86-85123-55-9[9]
- Drama reditelja (Drama de Director), Vršac, 2011, ISBN 978-86-7497-193-2[10]
- Kamus profesije (Diccionari de la professió), Knjaževsko-srpski teatar, Kragujevac, 2012, ISBN 978-86-909821-7-2